# 王健 (嘉靖戊戌進士)
王健（1502年—1550年），字偉純，號鶴泉，浙江溫州府永嘉縣人，軍竈籍，李浦村人（今龙湾区殿前村），明朝政治人物。

## 生平
嘉靖七年（1528年）戊子科順天府鄉試第二名舉人，為經魁。嘉靖十七年（1538年）中式戊戌科會試第十一名，登第二甲第十六名進士。次年初授刑部山东司主事，二十一年改任礼部主客司主事，历精膳司员外郎，升祠祭司郎中，三十四年调儀制司，官至南京光禄寺少卿。以病上疏乞归调养，终未准，久治未愈。嘉靖三十九年（1550年）卒于官，年仅四十九。

## 著作
著有《应制録》、《鹤泉集》。

## 家族
曾祖王文燠，贈通議大夫禮部左侍郎；祖父王祚，封翰林院編修文林郎 贈通議大夫禮部左侍郎；父王瓚，南京禮部左侍郎 贈禮部尚書。母應氏（封淑人）。永感下。兄僿；偶，监生；僑；備；傅，监生；儯；儌；侹，南京都察院都事；倖。弟佐。